# عروسی بختیاری
عروسی بختیاری مراسمی در بین بختیاری‌ها است، که بر اساس رسم و رسوم خاص و منحصر به فرد است و ریشه در آداب و رسوم آنها دارد.

## انتخاب همسر
در گذشته پدر تصمیم گیرنده بود و با توجه به ارتباطهای فامیلی و شناخت اهالی، دختری را برای پسرش انتخاب می‌کرد. به علت مزایای ازدواج فامیلی، تمایل کمی برای وصلت با غریبه وجود داشت و کمتر پدری حاضر بود دخترش را به فردی از طایفهٔ دیگر شوهر دهد. در روستاها وعشایر به سبب همکاری و همیاری اهالی در انجام کارها، پسرها و دخترها به خوبی همدیگر را می‌شناختند.

## گوش وَرداری (گوش‌برداری)
در ابتدا باید به خانوادهٔ دختر اطلاع داده می‌شد که دخترشان خواستگار دارد. به این کار گوش ورداری می‌گفتند. اگر دو طرف فامیل نزدیک بودند معمولاً با پیشنهاد بزرگترها مانند پدر بزرگ یا مادر بزرگ یا حتی اولیای دو طرف انجام می‌شد درغیر اینصورت توسط یکی از زنان فامیل به صورت مخفیانه به اطلاع خانوادهٔ عروس رسانده می‌شد. خانوادهٔ عروس هم در صورت تمایل به آن‌ها اجازه می‌دادند برای خواستگاری اقدام کنند.

## دست بوسون (بِلکِه بندون، قنداِشکَنون)
پس از اعلام تمایل و آمادگی خانوادهٔ عروس، با توجه به تقویم ماه‌های قمری، ایام هفته، ستارهٔ سعد ونحس، عدم تداخل با ایام سوگواری ونیزعزادار نبودن طرفین، روز خوبی تعیین و به خانوادهٔ عروس هم اطلاع داده می‌شد. در آن روز خانوادهٔ داماد به همراه چندنفر از بزرگان و ریش سفیدان محل بخصوص آن‌هایی که پدر عروس حرفشان را قبول داشت، به خانهٔ وی می‌رفتند.
شیرب‌ها یا حق شیر که معمولاً به اسم مادر اخذ می‌شد و پشت قباله یا مهریه نیز در همین مراسم و معمولاً با کمی کشمکش تعیین می‌شد. از آنجا که درخاتمهٔ مراسم و توافقی که به دست می‌آمد، داماد دست پدر دختر را می‌بوسید، دست بوسون هم نامیده شده‌است. در انتها لباس یا پارچه‌ای هم به دخترهدیه می‌دادند که در اصطلاح محلی به آن بِلکِه (با کسرهٔ حروف ب و کاف) می‌گفتند .
در بین برخی طوایف رسم بود که درانتهای این مراسم چند تکه قند را به نیت شیرینی زندگی عروس وداماد می‌شکستند که به همین دلیل به این مراسم  قند اِشکنون هم می‌گفتند. اشکنون در زبان بختیاری از ریشهٔ اِشکَندِن به معنی شکستن است. از این پس دختر و پسر رسماً نامزد بودند.
در انتهای مراسم صورت مجلسی هم نوشته می‌شد که به همراه شناسنامه‌های پسر و دختر به شهر فرستاده می‌شد تا نزد یک روحانی یا به قول محلی‌ها در محضر، برای هم عقد شوند.
در طول نامزدی هرگاه داماد جهت سرکشی و احوالپرسی به خانهٔ نامزد (عروس) می‌رفت، هدایایی از قبیل سکه‌های نقره یا طلا و پارچه و روسری به همراه می‌برد، اگر پیش از عروسی مصادف با عید می‌شد مادر و خواهر داماد غذایی از برنج و گوشت  و غیره تحت عنوان  آش عیدی  به خانهٔ عروس می‌بردند.

## عروسی
عروسی در پایان فصل درو(انتهای بهار) یا زمستان که کار زیادی نداشتند برگزار می‌شد. همانند تعیین
روز دست بوسون باز هم بزرگترها با رعایت تمام جوانب و مخصوصاً آمادگی خانوادهٔ عروس، روزی را برای مراسم عروسی تعیین می‌کردند.
«پس از آمادگی داماد و تبادل نظر لازم با خانوادهٔ عروس و تدارک نسبتاً وسیع، داماد یا برادر او در بین طایفه‌هایی که به نوعی با آن‌ها بستگی دارند می‌روند و به جمع‌آوری  اوزی  می‌پردازند، مردم نیز گوسفند و بز و غیره را به او به عنوان هدیه می‌دهند، از این رو گوسفندان کُشتی گاهی بیشتر از تعداد مورد نیاز فراهم می‌گردد، این امر باعث می‌شد تا در آغاز زندگی مشترک با فشار بار مالی مواجه نگردند و این یکی از سنتهای حسنه و کم نظیری است که در این ایل پایدار مانده وجزیی از فعالیت‌های فرهنگی و اجتماعی آنان محسوب می‌شود. سپس گوسفندان و سایر بارو بنه‌ای که تهیه گردیده (باراوزی)، توسط چند نفر جوان پیشاپیش روانهٔ خانهٔ پدر عروس می‌کنند»
پس از رسیدن خانوادهٔ داماد وهمراهان با صدای دهل و کرنای میشکال، جشن عروسی رسماً شروع می‌شد. زن و مرد در کنارهم هَورِه  بسته و با در دست داشتن دستمال‌های رنگی به رقص می‌پرداختند. زنان با لباس‌های رنگارنگ محلی، شلوار گشاد(قِری)، پیراهن کمردار، لچک‌های پوشیده از مُنجوق و سکه‌های نقره‌ای (ریال)، مینا، بند سوزن (بندسیزن) و مردان با شلوارهای دبیت، چوقا، کلاه‌های سیاه و گیوه‌های ملکی، در رقص و پایکوبی شرکت می‌کردند. چوب بازی یا ترکه بازی از دیگر بخش‌های مراسم بود خصوصاً اگر عروس از طایفهٔ دیگری بود، این بخش گرم تر می‌شد. ضمن این رقص و شادی تیرهوایی هم شلیک می‌کردند که این خود بر گرمی مراسم اضافه می‌کرد.
عده‌ای از زنان و دختران نیز در اتاقی که عروس نشسته‌است جمع شده و با خواندن آوازهای محلی چون  دُوالالی، شیرین شیرین، گُلُمی و حنا حنا به شادی می‌پرداختند. گاهی هم مردانی که صدای خوشی داشتند به این جمع اضافه شده و آواز دَی بَلال می‌خواندند. برخی از توشمال‌ها که صدای خوبی داشتند در این موارد پاداش خوبی گیرشان می‌آمد.
در انتهای مراسم و طبق یک رسم قدیمی، پدر داماد از پدر عروس اجازه گرفته و عروس را به خانهٔ داماد می‌بردند. قبل از حرکت برادر عروس یک تکه قند یا شاخه نباتی به رسم شیرینی زندگی به کمر او می‌بست که شب زفاف توسط داماد باز می‌شد. چنانچه عروس را سوار بر اسب یا استر حرکت می‌دادند، به این نیت  که فرزند اولش پسر باشد پسر بچهٔ خرد سالی را ترک او سوار می‌کردند.

### گِرزَنون
یکی دیگر از قسمت‌های مراسم عروسی گُرزنون بود . به هنگام رسیدن به خانهٔ داماد، عروس تا زمانی که هدیه‌ای از داماد یا پدرش نمی‌گرفت وارد خانه نمی‌شد. سپس گوسفندی را که قبلاً آماده کرده بودند، جلو پای عروس سر بریده و کفش عروس را به خون آن آغشته می‌کردند.

### ری گشون
در این مراسم برای اولین بار عروس خود را به مهمانان نشان می‌داد و به این علت ری گشون (روگشا) نام گرفته‌است .
پس از صرف شام یا ناهارو پذیرایی از مدعوین وقت  ری گُشون  فرا می‌رسد، واکثریت دعوت شدگان بنا به سنت و با توجه به توانایی خویش مبلغی را به عنوان هدیه به عروس می‌دهند، درعوض اگر هدیه دهنده مرد باشد از سوی عروس یک جفت جوراب ویک عدد دستمال مردانه متقابلاً به وی هدیه داده می‌شود و اما اگر هدیه دهنده زن باشد یا دختر باشد جوراب و روسری زنانه داده می‌شود.
زمان بردن عروس به خانهٔ داماد هم با توجه به فاصلهٔ مکانی طوری عمل می‌کردند که در آنجا نیز بتوانند ضمن انجام کارها فرصت رقص و چوب بازی را هم داشته باشند.  شب و پس از صرف شام چند نفر از زنان و مردان مسن و دنیا دیدهٔ روستا عروس و داماد را در مورد  زفاف  راهنمایی می‌کردند.

## مراسم زفاف
برخلاف امروز، در گذشته پسران و دختران جوان با کمترین اطلاعات در زمینهٔ مسائل جنسی زندگیشان را شروع می‌کردند. تنها مشاوره‌ای که می‌گرفتند، شب عروسی بود آن هم توسط مردان وزنان مسنی که آن‌ها هم به همین طریق راهنمایی شده بودند. با توجه به وضعیت زمانی، شلوغی عروسی، شرم حضور و این که همه مراقب آن‌ها بودند، سفارش این افراد چندان هم مفید  نبود و زوج جوان در بدترین زمان ممکن راهنمایی می‌شدند.
برای عروس و دامادهایی که در فصل گرما ازدواج می‌کردند، کَپَری در بیرون ده تدارک دیده می‌شد و از افراد امینی هم خواسته می‌شد مراقب باشند تا کسی به آنجا نزدیک نشود. عروس و داماد به این محل که   دُرغون نامیده می‌شد برده شده و در اصطلاح محلی آن‌ها را دست به دست می‌دادند. چند تن از زنان در فاصلهٔ دوری می‌ایستادند تا مراسم به اتمام برسد و در این فاصله توشمال مهمانان را سرگرم رقص و پایکوبی می‌کرد. پس از آن نیز همه خسته و کوفته از رقص و دست افشانی، به خانه‌های خود یا بستگان می‌رفتند تا استراحت کنند.

## دَمِ پَردِگونی
پس از شب زفاف از سوی خانواده عروس غذایی تدارک دیده می‌شود تا به خانه داماد ببرند و درآنجا صرف شود که به آن آش  دم بردگونی گویند.

## پاگشون (پاگشا)
چند روز پس از مراسم عروسی، فامیل عروس و داماد آن‌ها را به صرف نهار یا شام دعوت می‌کردند و هدیه‌ای نیز به فراخور توانایی به آنان داده می‌شد.

## جهیزیه
علاوه بر مقداری وسایل زنانه و سایر لوازم، از سوی پدر دختر معمولاً یک راس قاطر ماده یا مادیان اصیل جهت سواری دختر به وی داده می‌شد. هم چنین یک راس ماده گاو به منظور استفاده از شیر آن و یک عدد  باده (بادیه) مسی جهت حمام کردن به عروس داده می‌شد.